# Richard Joyce
Pour les articles homonymes, voir Joyce.
Richard Joyce, né en 1966, est un philosophe britannique spécialiste de philosophie morale, connu pour ses contributions dans le domaine de la méta-éthique. Joyce est un sceptique moral de premier plan de l'anti-réalisme,, connu en particulier pour sa défense à la fois du fictionnalisme moral et de la théorie de la faute morale.
Il obtient son Ph.D. à l'université de Princeton en 1998 puis est conférencier à l'université de Sheffield jusqu'en 2001, 
avant de bénéficier d'une bourse de recherche à l'université nationale australienne à Canberra. En 2006 il obtient une bourse internationale de recherche à l'université de Sydney et en 2010 accepte un poste de professeur à l'université Victoria de Wellington.
Parmi ses principaux ouvrages figurent The Myth of Morality (2001) et The Evolution of Morality (2006).

## Source de la traduction
- (en) Cet article est partiellement ou en totalité issu de l’article de Wikipédia en anglais intitulé « Richard Joyce (philosopher) » (voir la liste des auteurs).